# 프랑스의 마리 루이즈

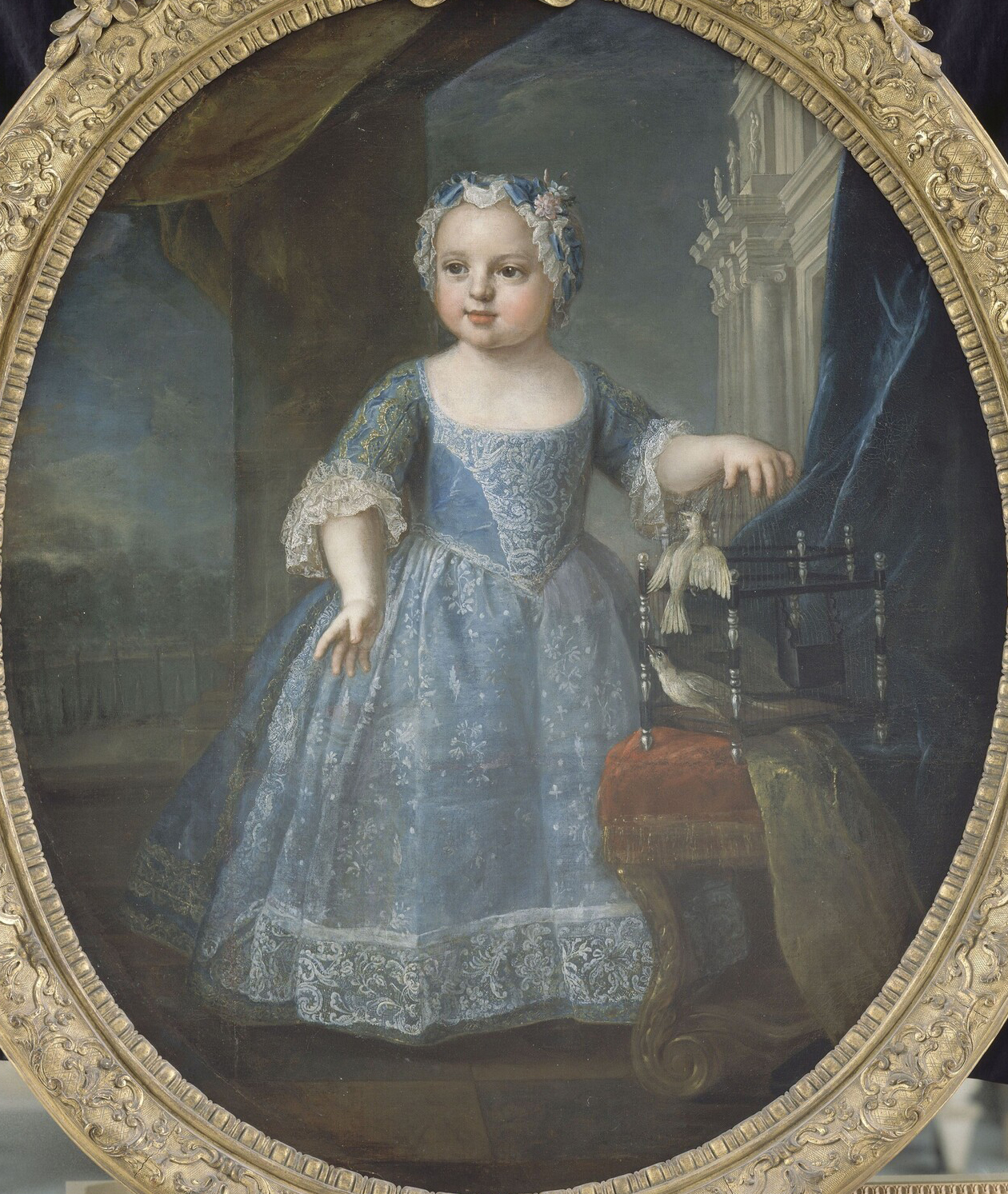
프랑스의 마리 루이즈

프랑스 공주 루이즈(Marie-Louise de France, 1728년 7월 28일 ~ 1733년 2월 19일)는 프랑스의 공주로, 루이 15세와 마리 레슈친스카 사이에서 태어난 셋째딸이다. 루이 15세를 비롯해 프랑스 왕실은 왕위를 이을 왕자를 기대하고 있었기 때문에 먼저 태어난 두 딸에 이어 세 번째 아이가 딸인 것을 알고 크게 실망했다. 그러나 이듬해 남동생 도팽 루이 페르디낭이 태어났고 그 이듬해에는 다시 앙주 공작 필리프도 태어나서 프랑스 왕가의 후계자 문제는 해결되었다. 1733년, 당시 베르사유에 유행하던 감기에 걸렸고 위독한 상태에 빠졌다. 그녀는 베르사유에서 세례를 받았고 '루이즈'라고 명명되었으며, 죽은 뒤 생드니 대성당에 묻혔다.